# Actitis
Actitis (mudderklirer) er en slægt af vadefugle. Slægten omfatter to arter. I Danmark er mudderklire (Actitis hypoleucos) en almindelig trækgæst, mens plettet mudderklire (Actitis macularius) er en meget sjælden gæst. Slægtsnavnet Actitis kommer af det græske navn for mudderklire, aktites, der betyder 'kystbeboer'
.